# 嘉手納清美
嘉手納 清美（かてな きよみ、本名　前田 清美、（旧姓名　嘉手納 清美）、1946年9月11日 - ）は、日本の元女優、歌手、経営者。特技は沖縄舞踊。元夫は俳優の工藤堅太郎。
『ウルトラセブン』のサロメ星人（女）役、『バンパイヤ』の岩根山ルリ子役、『おひかえあそばせ』の池西すみれ役で知られる。

## 来歴・人物
東京都新宿区出身だが、家族は沖縄出身。戦後、両親は東京の沖縄料理店で草分け的存在の新宿歌舞伎町の「南風（なんぷう）」を創業、嘉手納は店舗2階で家族と生活した。
目白学園高等学校を卒業後、1963年にNHKドラマ『金の砂』でデビュー。
その後、『バンパイヤ』、『おひかえあそばせ』などのテレビドラマに出演する傍ら、大映と契約して数々の大映映画に出演し、1960年代後半から1970年代にかけて映画やドラマなどで活躍していた。『ウルトラセブン』や『ミラーマン』など、円谷プロダクション製作の番組にも出演し、『ウルトラセブン』第46話にゲスト出演した際には水着姿を披露した。
1971年のテレビアニメ『さすらいの太陽』では声優も務めているが、短期間でスケジュールの都合から出演が不可能になったため、平井道子と交代している。
歌手としても活躍し、1963年に東芝レコードより「沖縄恋歌」で歌手デビューを果たした。
1982年より女優業から退いて、家業だった沖縄料理店「南風」を2015年まで経営していた。
テレビなどのメディアにはほとんど登場していなかったが、2003年のCS番組『ウルトラ情報局』では久々にゲスト出演を果たした。

## 主な出演作品

### テレビドラマ
- 文芸劇場 / 金の砂（1963年）
- 空手風雲児（1964年 - 1965年）
- 特別機動捜査隊
  - 第189話「泥濁」（1965年）
  - 第248話「輝く遠い道」（1966年）
  - 第343話「夢の崩れるとき」（1968年）
- 鉄道公安36号
  - 第126話「消えた乗客」（1965年）
  - 第159話「女の軌道」（1966年）
  - 第166話「ハワイ超特急」（1966年）
  - 第187話「燃える玄界灘」（1967年）
  - 第194話「雪原の母情」（1967年）
- 大江戸捜査網（第2シリーズ）、（日活/東京12ch）
  - 第69話「琉球の女(ひと)」（1972年）
- ザ・ガードマン
  - 第45話「女は見ていた」（1966年）
  - 第64話「東洋の涙」（1966年）
  - 第76話「赤い身代金」（1966年）
  - 第99話「予告殺人」（1967年）
  - 第126話「女の戦争」（1967年）
  - 第133話「五十万人の中の誘拐」（1967年）
  - 第163話「ゆすり続ける男」（1968年）
  - 第166話「殺されに来た二人の男」（1968年）
  - 第206話「新婚旅行は地獄へどうぞ」（1969年）
  - 第228話「化物屋敷に三匹の狼」（1969年）
  - 第242話「悪女たちは完全犯罪がお好き」（1969年）
  - 第250話「250回目は殺人結婚式」(1970年)
- とし子さん（1966年）- 野山恵子
- 悪魔くん 第22話「呪いの森の魔女」（1967年） - おたみ（鬼婆）
- 三匹の侍
  - 第5シリーズ 第5話「獣」（1967年） - 竹田志津
  - 第6シリーズ 第2話「噛ませ犬」（1968年） - 鷹
- 銭形平次
  - 第77話「江戸の野良犬」（1967年）
  - 第123話「海鳴りの狼火」（1968年）
  - 第249話「幻の遺言状」（1971年）
- 素浪人 月影兵庫 第2シリーズ
  - 第41話「高貴な血筋が泣いていた」（1967年）
  - 第64話「出世の嫌いなバカもいた」（1968年） - 天宮かなえ
  - 第81話「笑う門には鬼がきた」（1968年）
- ローンウルフ 一匹狼 第12話「白と黒の幻」（1968年）
- キイハンター
  - 第10話「雲の上の死刑台」（1968年）
  - 第27話「殺しの招待旅行」（1968年）
  - 第55話「底抜け探偵町を行く」（1969年）
  - 第79話「バカをかついで珍道中」（1969年）
  - 第86話「暗黒街は本日、大統領の投票日」（1969年）
- ウルトラセブン 第46話「ダン対セブンの決闘」（1968年） - サロメ星人
- バンパイヤ - 岩根山ルリ子
  - 第5話「老バイパンヤの最后」 - 第16話「人間狩り」（1968年 - 1969年）
  - 第19話「ロックは死なず?」 - 第26話「亡びゆく悪魔」（1969年）
- 五人の野武士 第10話「狼火は砦にあがる」（1968年）
- 東京バイパス指令 第9話「危機一髪」（1969年）
- 素浪人 花山大吉（1969年）
  - 第4話「一人残らず抜けていた」
  - 第22話「胴より首が長かった」
- 河童の三平 妖怪大作戦
  - 第25話「地獄ころがし・前編」
  - 第26話「地獄ころがし・後編」（1969年） - 井沢敏子
- 怪奇ロマン劇場 第4話「美しき亡霊」（1969年）
- プレイガール 第20話「女はピンチに強くなる」（1969年）
- おひかえあそばせ（1971年） - 池西すみれ
- 千葉周作 剣道まっしぐら 第35話「妖刀は死霊を招く」（1971年、TBS）- お美乃
- おさな妻 第45話「お金と友情」（1971年）
- ミラーマン 第12話「出たっ! シルバークロス」（1972年） - 吉川明子
- 緊急指令10-4・10-10 第9話「青いインベーダー」（1972年） - 島田妙子
- 太陽にほえろ! 第100話「燃える男たち」（1974年） - 池野弘子
- バーディー大作戦 第2話「現金輸送車大追跡!」（1974年）
- ロボット110番 第36話「二人のパパ」（1977年） - 夢野秋子
- 刑事物語'85 第5話「OLに何が起きたのか?」（1985年）※ 方言指導で参加

### 映画
- 警視庁物語 全国縦断捜査（1963年・東映）
- 裸の青春（1965年） - みどり
- 早射ち犬（1967年） - 宮本エミ
- 爆弾男といわれるあいつ（1967年） - 魚住麻子
- 命かれても（1968年） - はるみ
- 喜劇 駅前火山（1968年） - 〆香
- 集団奉行所破り

### テレビアニメ
- さすらいの太陽（香田美紀）※初代

### その他の番組
- ウルトラ情報局（『ウルトラセブン』第46話「ダン対セブンの決闘」放送分ゲスト）

## ディスコグラフィー
- 『沖縄恋歌』（1963年、東芝レコード）
- 『星空の那須空港』 / 『うるま育ち』（1963年） - 映画『警視庁物語 全国縦断捜査』主題歌・挿入歌